# Pula (Kroatië)
Pula (Italiaans en Duits: Pola; Venetiaans: Poła; Istriotisch: Puola) is een stad in Kroatië, gelegen aan de Adriatische Zee, op het uiterste zuiden van het schiereiland Istrië. Ze is naar inwonertal de zevende stad van Kroatië en is al meer dan 3.000 jaar oud.

## Geschiedenis

### Pre-Romeinse en Romeinse periode

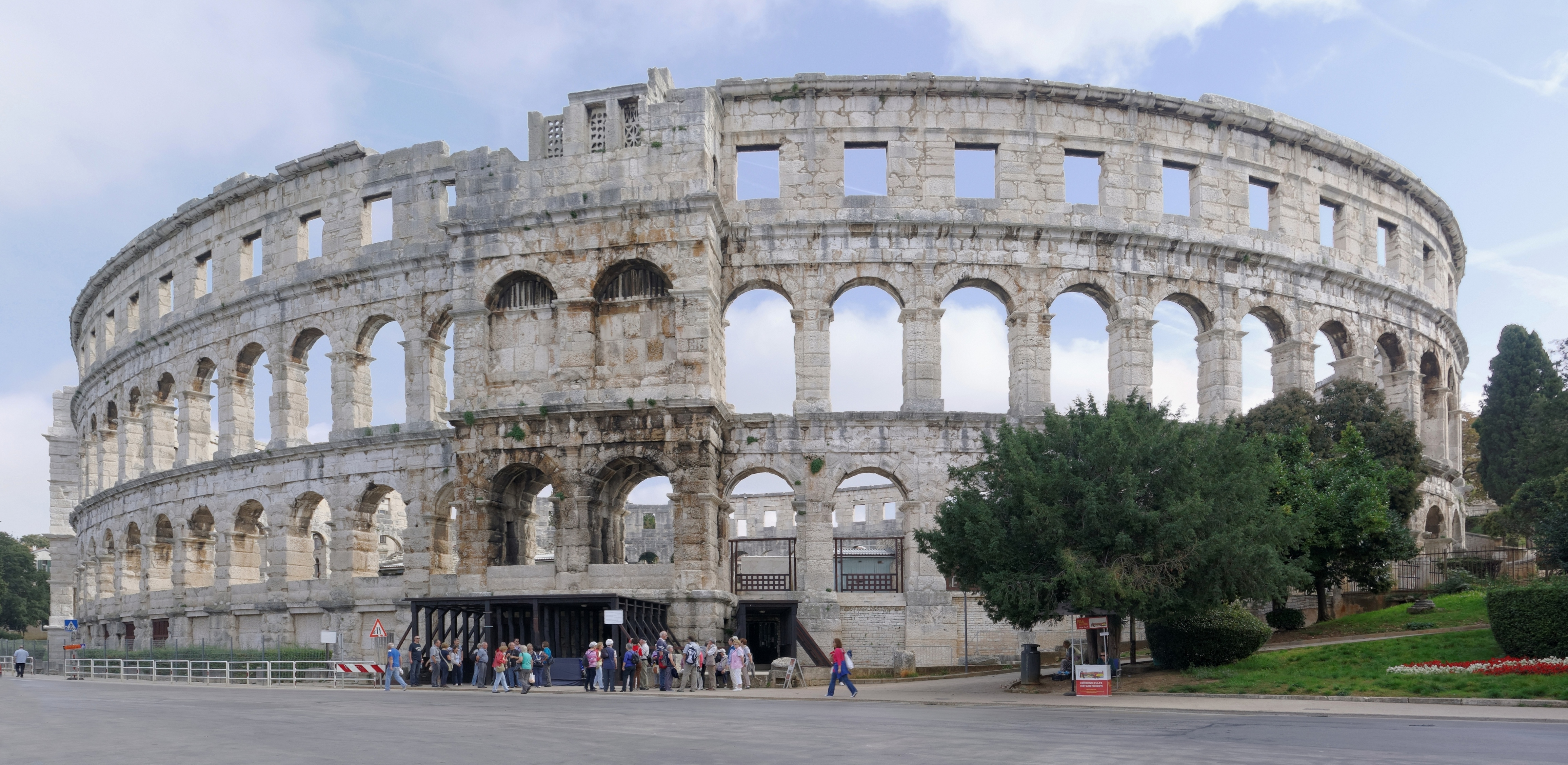
Het amfitheater van Pula

De allereerste keer dat Pula genoemd wordt is in de 5de eeuw voor Christus. De stad behoorde tot het volk Histria, de oudste bewoners van Istrië. Volgens de oude Grieken werd de stad gesticht door de Colchiërs, toen zij Jason vruchteloos achternazaten nadat hij het gulden vlies gestolen had. Zij noemden de stad Polai, wat zoiets betekent als "stad van de toevlucht". De stad kwam in Romeinse handen in 177 v.Chr. toen het gehele Istrische schiereiland veroverd werd. Meer dan een eeuw later, rond 45 v.Chr., kreeg de stad de rang van kolonie. Dit betekende een ongekende bevolkingsgroei en de stad telde op haar hoogtepunt meer dan 30.000 inwoners.
Tijdens de burgeroorlog van 42 v.Chr. die woedde tussen het Tweede triumviraat van Octavianus, Marcus Antonius en Lepidus en de moordenaars van Julius Caesar, Brutus en Cassius, koos Pula de kant van die laatste. Na de overwinning van Octavianus betaalde zij hiervoor de tol en de stad werd helemaal vernietigd. Later werd het terug herbouwd op aanvraag van Julia Caesaris maior, de dochter van Octavianus, en Pula droeg vanaf toen dan ook haar naam: Colonia Pietas Iulia Pola Pollentia Herculanea.
In de 1e eeuw n.Chr. werden in Pula veel grote gebouwen opgetrokken. Het Amfitheater van Pula is daar tot op de dag van vandaag nog een van de bewijzen van. Ook werd de stad voorzien van watervoorziening en kreeg ze een stadsomwalling met 10 poorten. Tijdens de heerschappij van Septimius Severus werd de naam van de stad veranderd in Res Publica Polensis. In de 4e eeuw diende Pula tweemaal als plaats voor een executie van een keizer: eerst voor Constantius Gallus in 326 en dan voor Flavius Iulius Crispus in 354.

### Middeleeuwen tot 18e eeuw
Na de val van het West-Romeinse Rijk werd de stad en de omliggende regio aangevallen en veroverd door de Ostrogoten onder leiding van Odoaker. De inwoners bleven onder hun heerschappij tot 538, tot het exarchaat Ravenna de stad overnam. Gedurende deze periode van meer dan 200 jaar, bloeide Pula terug op en werd ze een belangrijke haven voor de Byzantijnse vloot. Vanaf 788 werd Pula deel van het Frankische Rijk van Karel de Grote en werd het feodaal systeem ingevoerd. In 1148 veroverden de Venetianen de stad en werd het een Venetiaanse bezitting. De Venetianen werden in 1192 verdreven uit de stad en de republiek Pisa nam de controle over, maar vlug werd Pula heroverd. In 1243 werd de stad geplunderd door de Venetianen omdat de stad de zijde koos van Pisa en Genua in een oorlog tegen Venetië. De stad werd in de jaren daarna opnieuw verwoest in 1267 en 1397.
Vanaf dan kwam Pula in een periode van verval. Dit proces werd nog eens versterkt door de strijd tussen de twee lokale families Sergi en Ionotasi en de voortdurende oorlog tussen Venetië en Genua om Pula en haar haven. In 1291 kwam de stad in handen van het Patriarchaat van Aquileia, maar moest deze in 1313 weer afgeven aan de Venetianen, die het gebied zouden besturen tot het einde van hun republiek in 1797. In het midden van de 18e eeuw waren er nog maar 3.000 inwoners over door alle strijd in het gebied en uitbraken van pest, malaria en buiktyfus.

### 19e eeuw tot 21e eeuw
In 1797, na de opheffing van de Republiek Venetië, werd door de Vrede van Campo Formio de stad deel van de Habsburgse monarchie. In 1805 werd het gebied deel van het koninkrijk Italië, een Franse vazalstaat en amper 4 jaar later kwam Pula onder direct Frans gezag in de Illyrische Provincies. In 1813 kwam het gehele gebied en dus ook Istrië met Pula terug onder Oostenrijk, in welk staatsverband het van 1813 tot 1918 tot de provincie Küstenland behoorde. Dit betekende een nieuwe bloeiperiode voor de stad en ging nu een rol spelen als belangrijke plaats voor scheepsbouw en als Oostenrijkse zeehaven. In 1852 werd deze functie uitgebreid tot die van marinehaven en daarna steeg de bevolking van 11.000 tot 40.000 inwoners aan het einde van de eeuw. Daarvan hadden 60% Italiaans en 11% Duits als moedertaal. De laatsten bestonden uit Oostenrijks marinepersoneel en hun families. In de Eerste Wereldoorlog was de stad de belangrijkste basis voor de Oostenrijkse Dreadnoughts.
Op 1 november 1918 brachten twee officieren van de Regia Marina, Raffaele Rossetti en Raffaele Paolucci, het slagschip SMS Viribus Unitis in de haven tot zinken. Zij maakten gebruik van een bemande torpedo om het schip ongezien te benaderen en brachten een kleefmijn aan onder de waterlijn. Zij werden opgemerkt, opgepakt en opgesloten in een kajuit op het slagschip. Zij informeerden de kapitein dat er een mijn aan de romp was bevestigd. Hij gaf de bemanning het bevel het schip te verlaten. Een groot deel bereikte een veilige bestemmingen alvorens de mijn om 06:44 uur in de ochtend explodeerde. Het schip ging in 15 minuten ten onder en 300 tot 400 man kwamen hierbij om. De Italiaanse duikers werden gevangengezet. Drie dagen later, op 4 november 1918, tekenden beide landen een wapenstilstand. Een dag later werden de twee duikers vrijgelaten en keerden ze terug naar Italië.
In 1918 bezette Italië Istrië na het uiteenvallen van de Oostenrijks-Hongaarse monarchie, en mocht het gebied in 1921 annexeren. Nu werd Pola de hoofdmarinebasis van het Italiaanse leger. Onder de fascistische heerschappij van Benito Mussolini, kregen de niet-Italianen in de stad te maken met politieke en culturele repressie. Zeer velen onder hen ontvluchtten de stad en gingen naar het pas gestichte Koninkrijk Joegoslavië. In 1943 nam het Duitse leger het gezag over nadat het fascistische Italië was ingestort. Bombardementen deed een deel van de bevolking op de vlucht slaan. Op het einde van de oorlog veroverden de Joegoslavische partizanen de stad, waarbij veel Italiaanse inwoners werden gedood of gedeporteerd. Kort daarna kwam Pula, in tegenstelling tot de rest van Istrië, onder Brits-Amerikaans militair bestuur.  Pas bij de Vrede van Parijs in februari 1947 werd het gebied afgestaan aan Joegoslavië. Tussen maart en november van dat jaar vertrokken 30.000 van de 34.000 nog aanwezige inwoners naar Italië.
In 2011 gaven de achterblijvers en hun nazaten, dat wil zeggen nog 4% van de ruim 57.000 inwoners Italiaans als moedertaal op, en 70% Kroatisch. De overigen spraken talen uit alle republieken van het voormalige Joegoslavië. Zij hadden na 1947 de plaatsen ingenomen van de vertrokken bevolking. Sinds 1991 is Pula onderdeel van de nieuwe staat Kroatië.

## Bezienswaardigheden

### Religieuze bouwwerken

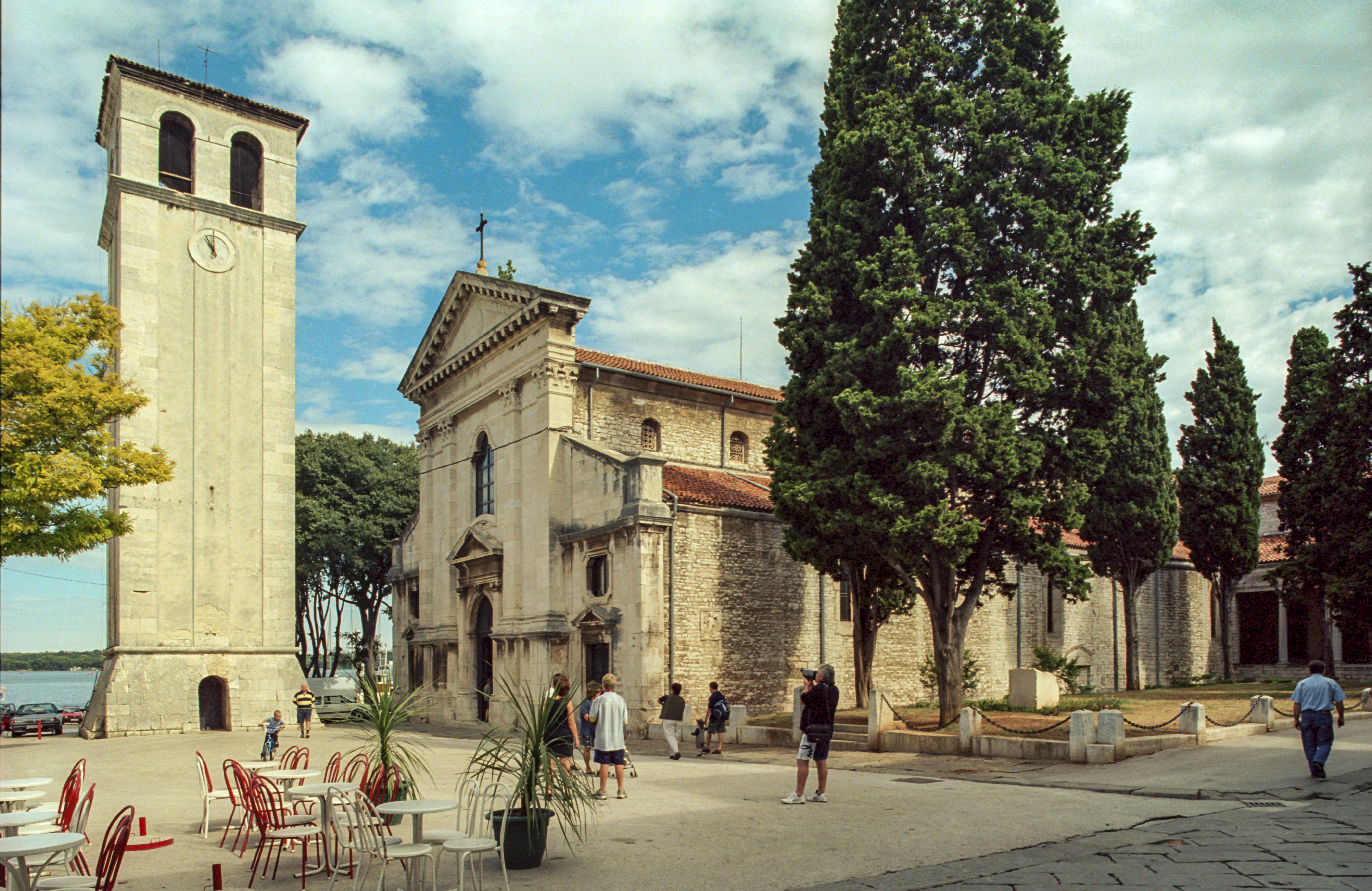
Kathedraal

- De kathedraal van Pula. De oudste gedeelten van deze kerk werden gebouwd in de 6e eeuw na Christus. In de 10e en de 17e eeuw vonden veranderingen plaats. Voor de kathedraal staat een klokkentoren uit de tweede helft van de 17e eeuw. Voor de fundering en de muren van deze toren werden stenen van het amfitheater gebruikt.
- Kerk en klooster van Sv. Franje
- Orthodoxe Kerk Sv. Nikola, oudste gedeelte daterend uit de 6e eeuw na Christus.

### Romeinse bouwwerken
- Het Amfitheater van Pula. Dit amfitheater is qua grootte de zesde nog bewaard gebleven Romeinse arena. Er konden ca. 23.000 toeschouwers door de twee hoofdingangen en vier zijingangen naar binnen. In de arena, het middendeel, vonden gladiatorengevechten plaats en er werden ook mensen voor de wilde dieren geworpen. In 404 verbood men dit soort vermaak en werd de arena een marktterrein. Tegenwoordig leent het amfitheater zich voor concerten, opera's en films. Onder meer David Gilmour, Jamiroquai, Anastacia, Elton John, Norah Jones en Manu Chao traden er recent op. Ook wordt hier ieder jaar het Pula Film Festival gehouden, het grootste filmfestival van Kroatië met films uit binnen- en buitenland.
- Boog van de Sergii (Zlatna Vrata)
- Het Forum, een plein met daarop de Tempel van Augustus, restanten van de Tempel van Diana, en Romeinse (gevel)stenen, geïntegreerd in de bouwwerken op het plein.
- Geminipoort (Dvojna Vrata)
- Herculespoort (Herkulova Vrata)
- Een klein halfrond theater

### Andere bezienswaardigheden
- Archeologisch Museum van Istrië met een prehistorische, Romeinse en Middeleeuwse collectie
- Historische centrum in Venetiaanse stijl (voornamelijk de straten Castropola, Kandlerova, Sergijevaca en de zijstraten daarvan en het Forum)
- Het Fort waarvan de oudste delen dateren uit de 17e eeuw. Er is tevens een museum gevestigd.
- Nationaal Park Brioni
- Het Stadhuis, in Venetiaanse stijl gebouwd. De linkerbuitenmuur en een gedeelte van de achtermuur dateren uit de Romeinse tijd; het waren oorspronkelijk de buitenmuren van een tempel gewijd aan Diana.
- Zo'n twintig verdedigingsforten uit de 18e en 19e eeuw, in en rond de stad, enkele vervallen tot ruïne. In een van de forten is het Aquarium gevestigd.

## Verkeer en vervoer
Pula heeft een vliegveld, luchthaven Pula. Er zijn veerverbindingen met de omliggende eilanden en naar Venetië.
De belangrijkste wegen in en rond Pula zijn:
- : Richting Rijeka en Koper
- : Richting Bale, Buje en Slovenië
- : Richting Labin, Opatija en Matulji

De stad is tevens het eindpunt van de fietsroute nummer 9 Baltic Sea to Adriatic Sea van EuroVelo. Deze route loopt door Slovenië, Oostenrijk, Tsjechië en Polen naar Gdańsk.

## Sport
Pula is de thuisbasis van twee voetbalclubs: NK Istra 1961, die speelt in de 
hoogste Kroatische voetbalklasse, en NK Istra Pula, die een paar divisies lager speelt. Beide clubs spelen in het Stadion Aldo Drosina.

## Zustersteden
- Graz (Oostenrijk), sinds 1972
- Hekinan (Japan), sinds 2007
- Novorossiejsk (Rusland), sinds 1999
- Trier (Duitsland), sinds 1970
- Varaždin (Kroatië), sinds 1979

## Geboren
- Maximianus van Ravenna (498-556), Byzantijnse bisschop
- Reinier van Saksen-Coburg en Gotha (1900-1945), Duitse prins
- Carlo Ferdinando Scholta (1900-1984), componist
- Rupert von Trapp (1911-1992), Oostenrijks zanger
- Agathe von Trapp (1913-2010), Oostenrijks zangeres
- Alida Valli (1921-2006), Italiaans actrice
- Sergio Endrigo (1933-2005), zanger
- Laura Antonelli (1941-2015), Italiaans actrice
- Roberto Batelli (1954), Sloveens politicus
- Alen Floričić (1968), kunstenaar
- Tony Cetinski (1969), zanger
- Massimo Demarin (1979), wielrenner
- Jadranka Đokić (1981), actrice
- Alden Susa (1984), Nederlands acteur
- Stjepan Hauser (1986), cellist